# Pseudocatharylla albiceps
Pseudocatharylla albiceps là một loài bướm đêm trong họ Crambidae.

## Hình ảnh

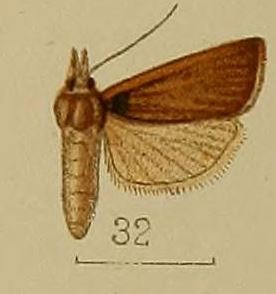